# Vrchotovy Janovice
Vrchotovy Janovice (en allemand : Janowitz Markt) est un bourg (městys) du district de Benešov, dans la région de Bohême-Centrale, en République tchèque. Sa population s'élevait à 1 024 habitants en 2020.

## Géographie
Vrchotovy Janovice se trouve à 10 km au sud-ouest de Bystřice, à 15 km au sud-ouest de Benešov et à 47 km au sud-sud-est de Prague.
La commune est limitée par Křečovice et Maršovice au nord, par Bystřice et Olbramovice à l'est, par Votice au sud, et par Vojkov et Prosenická Lhota à l'ouest.

## Histoire
La première mention écrite de la localité date de 1224. La commune a le statut de městys depuis le 22 juin 2007.

## Administration
La commune se compose de dix quartiers :
- Vrchotovy
- Braštice
- Hůrka
- Janovice
- Libohošť
- Manělovice
- Mrvice
- Rudoltice
- Šebáňovice
- Sedlečko
- Velká Lhota